# Giorgi Suvadzoglu
Giorgi Suvadzoglu, né le 7 octobre 1992,,, est un coureur cycliste géorgien. Multiple champion national, il participe à des compétitions sur route, sur piste et en VTT.

## Palmarès sur route

### Par année
- 2014
  - 3e du championnat de Géorgie sur route
- 2015
  - 2e du championnat de Géorgie sur route
- 2016
  - 3e du championnat de Géorgie sur route
- 2017
  - 3e du championnat de Géorgie sur route
- 2018
  - 3e du championnat de Géorgie du contre-la-montre
  - 3e du championnat de Géorgie sur route
- 2019
  - 2e du championnat de Géorgie sur route
- 2021
  - 2e du championnat de Géorgie sur route
  - 3e du championnat de Géorgie du contre-la-montre
- 2023
  -  Champion de Géorgie sur route
  - 3e du championnat de Géorgie du contre-la-montre
- 2024
  - 3e du championnat de Géorgie sur route

### Classements mondiaux
| Année                                 | 2013 | 2014 | 2015 | 2016  | 2017  | 2018  | 2019  | 2020 | 2021  | 2022  | 2023  | 2024  |
| ------------------------------------- | ---- | ---- | ---- | ----- | ----- | ----- | ----- | ---- | ----- | ----- | ----- | ----- |
| Classement mondial                    |      |      |      | 1583e | 1488e | 1555e | 1402e | nc   | 1042e | 1881e | 1021e | 1612e |
| UCI Europe Tour                       | 697e | 565e | 463e | 1068e | 949e  | 994e  | 954e  | nc   | 774e  | 1212e | nc    | nc    |
|                                       |      |      |      |       |       |       |       |      |       |       |       |       |
| Légende : nc = non classéSource : UCI |      |      |      |       |       |       |       |      |       |       |       |       |

## Palmarès en VTT
| - 2012 - 3e du championnat de Géorgie de cross-country - 2014 - 2e du championnat de Géorgie de cross-country - 2015 - 2e du championnat de Géorgie de cross-country - 2016 - 2e du championnat de Géorgie de cross-country - 2018 - Champion de Géorgie de cross-country | - 2019 - Champion de Géorgie de cross-country - 2020 - Champion de Géorgie de cross-country - 2021 - Champion de Géorgie de cross-country - 2023 - Champion de Géorgie de cross-country |  |

## Palmarès sur piste
- 2016
  - 3e du championnat de Géorgie de poursuite
- 2017
  - 2e du championnat de Géorgie de poursuite
- 2018
  - 3e du championnat de Géorgie de vitesse par équipes
- 2019
  - 3e du championnat de Géorgie de vitesse